# Parácuaro (Messico)
Parácuaro è una municipalità dello stato di Michoacán, nel Messico centrale, il cui capoluogo è la località omonima.
La municipalità conta 25.343 abitanti (2010) e ha un'estensione di 502,13 km². 	
Il nome della località significa luogo dove ci sono pali per fare tetti.